# Joan Falsison

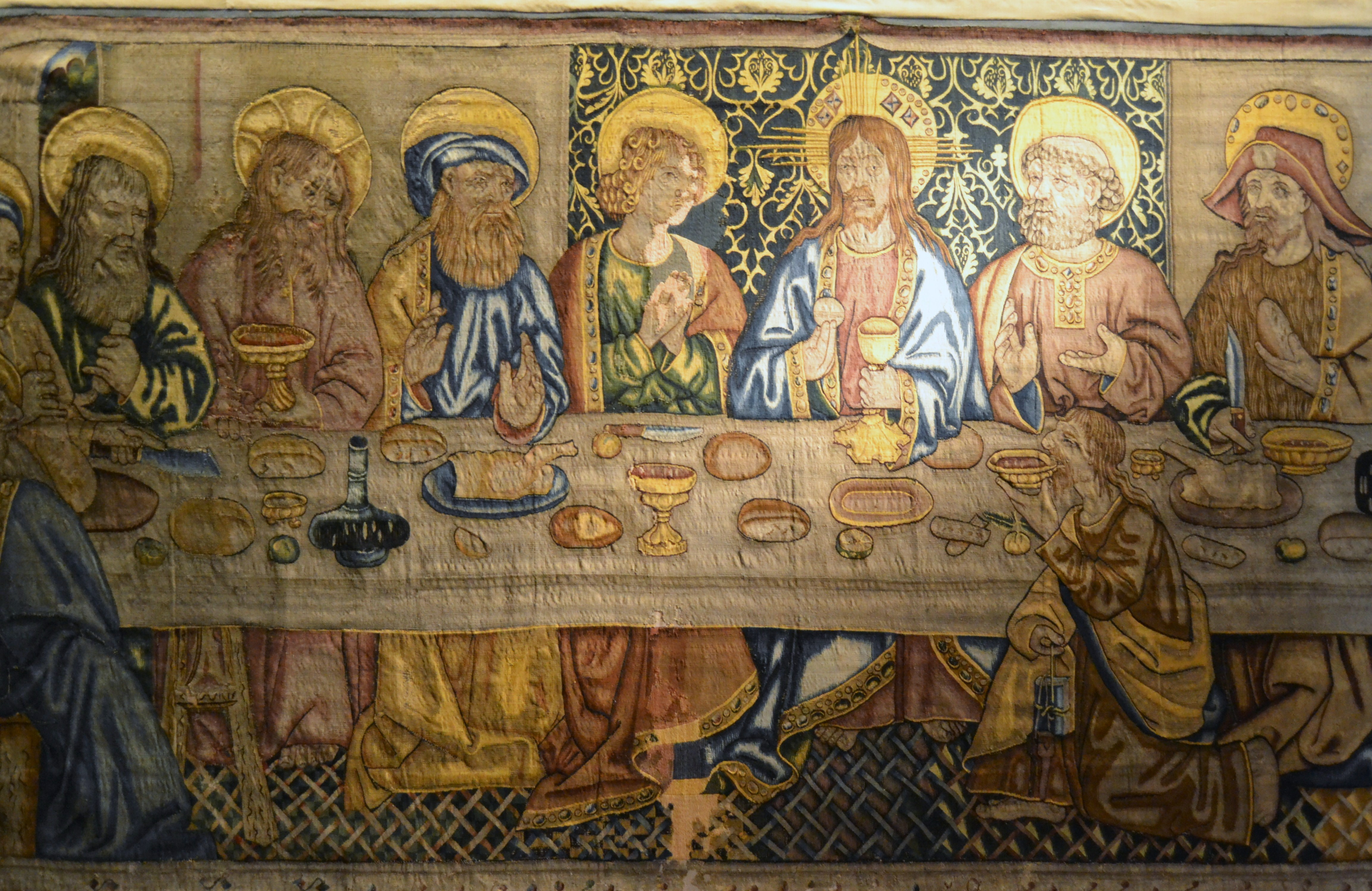
Tapiz de la Santa Cena

Joan Falsison, natural de la población francesa de Arrás, capital del Artois, fue un importante maestro tapicero activo en el tercio central del siglo XV .
Se desconoce en qué momento abandonó el norte de Europa, pero se sabe que en 1441 instaló su taller en Barcelona, donde trabajó para el Consell de Cent y para la cofradía de los merceros. En 1444 pasó a residir, junto a su familia y sus obreros, en Tortosa, donde permaneció hasta alrededor de 1464.  En la ciudad del Ebro estuvo a sueldo del ayuntamiento y trabajó para el Cabildo de la catedral.
Su actividad documentada en el bajo Ebro durante dos décadas ha posibilitado que se le atribuya el tapiz de la Santa Cena conservado en la catedral dertosense. Se trata del único tapiz ("paño de ras" o de "obra de Flandes", según las denominaciones de época) claramente confeccionado en Cataluña entre los conservados y datables en la Baja Edad Media.